# 德穆縣
德穆縣為緬甸實皆省轄下的縣，其區域面積為1,951.4平方公里，2014年人口114,869人。該縣下分1個市鎮。德穆為該縣之首府。

## 主要市鎮
以下為德穆縣主要市鎮：
- 德穆鎮（Tamu Township）